# Baronnies
De Baronnies zijn een Frans bergmassief en regionaal natuurpark dat deel uitmaakt van de Franse Voor-Alpen en een historische streek. Het grootste deel van de streek ligt in het departement Drôme, maar het westelijke deel van de Hautes-Alpes en het noorden van de Vaucluse behoren eveneens tot de Baronnies. Het massief van de Baronnies is een middelgebergte dat wordt gerekend tot de Voor-Alpen van de Dauphiné. Ten noorden van de Baronnies ligt de Diois, ten zuiden liggen de Monts de Vaucluse met de Mont Ventoux en de Montagne de Lure.
Er zijn twee stadjes in de Baronnies: Nyons en Buis.

## Verkeer en vervoer
Doordat de meeste ruggen een oost-westoriëntatie hebben, liggen ook de meeste wegen in deze richting. De belangrijkste verbinding die doorheen de Baronnies gaat is de D94-D994 Nyons-Gap over de Col de la Saulce. Oost-westverbindingen van een lagere orde zijn de D546 Buis - Séderon en de D542 Montbrun - Séderon - Laragne-Montéglin. Daarnaast zijn er nog tal van noord-zuidverbindingen die door het reliëf verschillende passen over moeten: de D70 (Col de la Sausse), de D64 (D94 - Ste-Jalle - D546) en de D61 (vanaf de D94 noordwaarts richting Diois).

## Massief
Het hoogste punt wordt gevormd door de Mont Mare met een hoogte van 1603 meter.
De noordelijke grens van het bergmassief van de Baronnies wordt doorgaans gelegd bij het dal van de rivier Aygues (D94). De grens van de historische streek wordt vaak iets noordelijker gelegd, op of nabij de waterscheiding tussen Drôme en Eygues zodat gemeenten als Cornillon-sur-l'Oule, la Charce en zelfs Valdoule nog tot de Baronnies worden gerekend. In dit laatste geval is le Duffre in de Montagne de l'Aup het hoogste punt van de Baronnies in zijn meer ruime, historische omschrijving.

### Hydrologie
De Baronnies worden gedraineerd door zijrivieren van de Rhône in het westen (Aygues, Ouvèze en Toulourenc) en door zijrivieren van de Durance in het oosten (Blême, Céans, Méouge). De hoofdwaterscheiding van de Baronnies, tussen Rhône en Durance loopt onder meer over volgende bergpassen: Col d'Arron (1448 m, onverhard), Col des Tourettes (1126 m), Col de la Saulce (874 m), Col de la Flachière (853 m), Col du Reychasset (1052 m), Col de Perty (1302 m), de col op de D546 in Mévouillon (889 m) en de Col de Macuègne (1068 m).